# Trevor Davies
Trevor Davies, né le 19 août 1912 et mort le 22 septembre 2012, est un joueur britannique de basket-ball.